# Hofmarkschloss Krailling

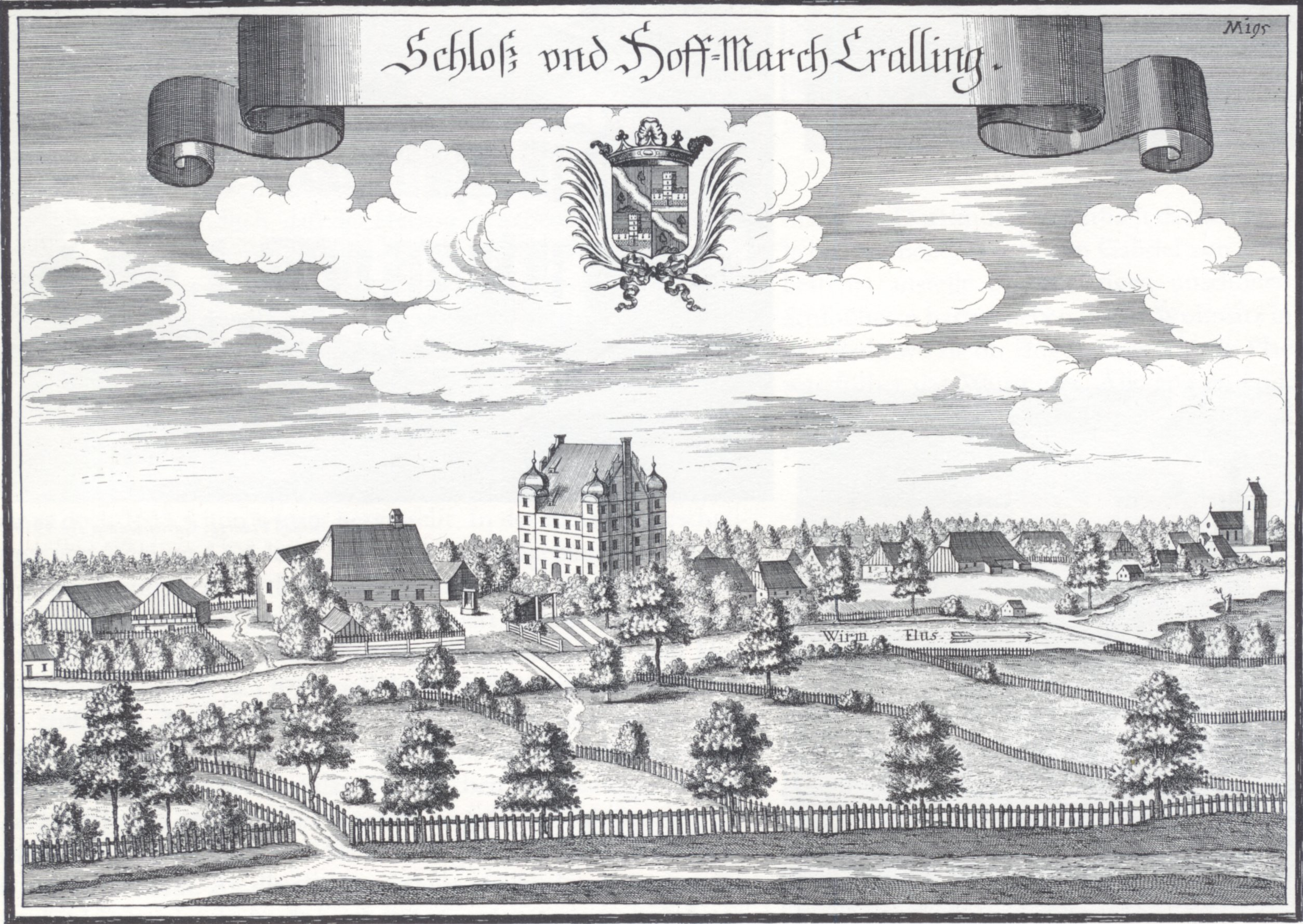
Schloss und Hofmark Krailling, ca. 1700

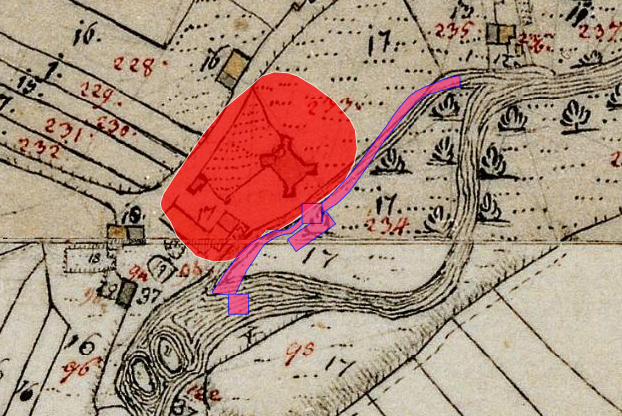
Lageplan von Hofmarkschloss Krailling auf dem Urkataster von Bayern

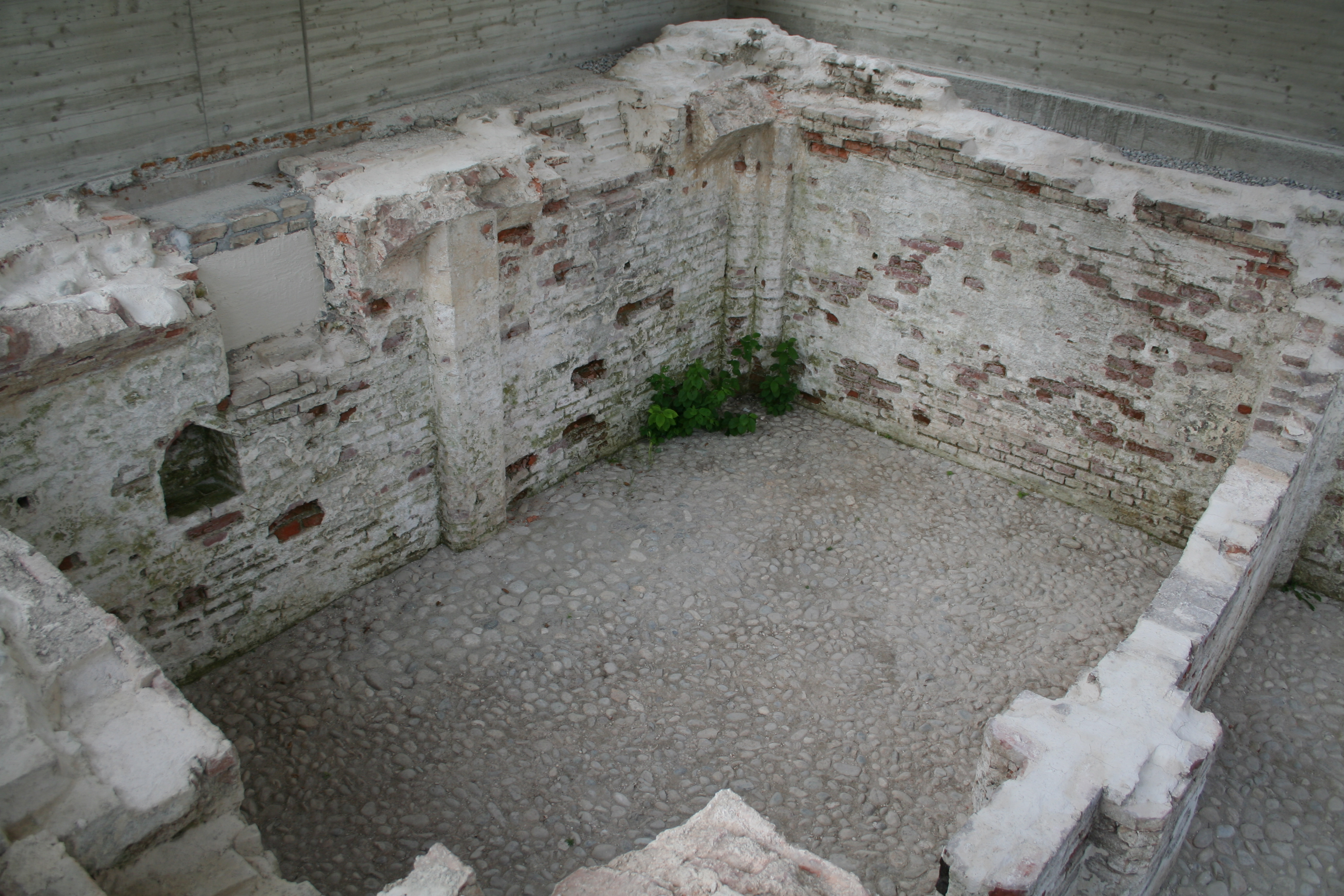
Wiedergefundene Reste des Schlosses

Das Hofmarkschloss Krailling ist ein abgegangenes Schloss in Krailling im Landkreis Starnberg. Die Anlage wird als Bodendenkmal unter der Aktennummer D-1-7934-0046 im Bayernatlas als „Siedlung der Latènezeit, Siedlung mit Töpferei der römischen Kaiserzeit, Siedlung und Körpergräber des frühen Mittelalters sowie abgegangenes Horfmarkschloss der frühen Neuzeit mit zugehörigem Wirtschaftshof ("Schloss Krailling")“ geführt.

## Geschichte
Zahlreiche Funde belegen in Krailling eine bajuwarische Siedlung am Würmufer von 600 bis 900 n. Chr. Etwa in der Mitte des 13. Jahrhunderts entstand die Hofmark „Cralling“, zu der die heutigen Orte Krailling, Planegg, Frohnloh und Seeholzen gehörten. Das Schloss wurde um 1724 bereits als sehr baufällig bezeichnet. Die Hofmark wurde 1742 von dem Südtiroler Johann Baptist Ruffin erworben. Er überließ die Hofmark jedoch bereits zwei Tage nach dem Kauf, am 18. September 1742, dem Kurfürsten Karl Albrecht. Dieser gab sie an Maria Anna von Litzlburg als Hochzeitsgeschenk für ihren Bräutigam, den Hofmarksherrn Johann Josef Hörwarth, weiter. Hörwarth war jedoch ein schlechter Geschäftsmann, und Ruffin musste dem hochverschuldeten Münchner Bürger Krailling wieder abkaufen. Bis Ende des 18. Jahrhunderts war Krailling so im Besitz der Freiherren von Ruffini. Das Schloss wurde 1810 wegen Baufälligkeit abgerissen.
Fundamente und Keller des ehemaligen Schlosses wurden bei archäologischen Ausgrabungen im Jahr 2005 gefunden. Die Kellerfundamente wurden freigelegt und mit einer Überdachung konserviert. Steinbegrenzungen zeigen die frühere Ausdehnung und eine Tafel erläutert die Geschichte des Hofmarkschlosses.

## Beschreibung
Ursprünglich rechteckiges Gebäude mit vier Ecktürmen. Das Areal wurde mit Wohn- und Geschäftshäusern sowie der Gemeindebibliothek samt zugehörigen Gärten überbaut.